# Trajni stolisnik
Trajni stolisnik (slavljika, trava julia, zelje rusno, piknjasti jezičac ; lat. Achillea ageratum), trajnica iz porodice glavočika raširena u Europi (uključujući Hrvatsku) i Maroku. 
Naraste do 60 cm (2 stope). Nije osjetljiva na mraz. Cvate od srpnja do rujna, a sjeme dozrijeva od kolovoza do rujna. Vrsta je hermafrodit (ima muške i ženske organe) i oprašuju je kukci.
Listovi su jestivi, sirovi i kuhani,  koriste se u juhama, varivima itd., te kao aroma u krumpir salati itd.
- A. ageratum
- A. ageratum
- A. ageratum
- A. ageratum

## Sinonimi
- Achillea viscosa Lam.
- Conforata ageratum Fourr.
- Santolina ageratum Baill.